# Biblioteca Malatestiana di San Francesco
La Biblioteca Malatestiana è un'antica biblioteca riminese che risale al XV secolo.

## Descrizione e storia
Nel 1430 a Rimini, per iniziativa di Galeotto Roberto Malatesti che segue un'intenzione dello zio Carlo Malatesti (morto l'anno prima), sorge la Biblioteca Malatestiana aperta al pubblico e utile soprattutto agli studenti poveri, presso l'antico convento dei frati della chiesa di San Francesco, divenuta alla metà del secolo XV il Tempio Malatestiano per iniziativa di Sigismondo Pandolfo Malatesti, fratello di Galeotto Roberto. La Biblioteca Malatestiana di Rimini precede quella, più nota, di Cesena.
Lo «splendido» Sigismondo (come lo chiama Maria Bellonci), arricchisce la biblioteca dei Francescani con «moltissimi volumi di libri sacri e profani, e di tutte le migliori discipline». Così testimonia Roberto Valturio che alla stessa biblioteca lascia i suoi volumi. Sono testi latini, greci, ebraici, caldei ed arabi che restano quali tracce del progetto di Sigismondo per diffondere una conoscenza aperta all'ascolto di tutte le voci, da Aristotele a Cicerone, da Aulo Gellio al Lucrezio del «De rerum natura», da Seneca a sant'Agostino, sino a Diogene Laerzio ed alle sue «Vitae» degli antichi filosofi.

### Rapporti precedenti con i Francescani
In epoca anteriore al XV sec., nello stesso convento di San Francesco che ospitò la Biblioteca Malatestiana si trovava già l'archivio comunale. A metà dello stesso secolo tale archivio pubblico è appunto attestato «in sacristia Communis Arimini in conventu Sancti Francisci» (Francesco Gaetano Battaglini, 1789). Come la Biblioteca, pure esso andò disperso.

### Documentazione
Una biblioteca di famiglia dei Malatesti nel XIV secolo è attestata da una lettera di Francesco Petrarca a Pandolfo (Seniles, XIII, 10). Anche il giureconsulto Rainero Meliorati lascia (1499) i propri testi ai frati di Rimini, mentre vanno (1474) a quelli di Cesena le opere possedute dal medico riminese Giovanni Di Marco come ringraziamento per un vitalizio ricevuto dal signore di quella città, Malatesta Novello Malatesti, da lui curato.
Un'iscrizione del 1490 ricorda il trasferimento della biblioteca francescana al piano superiore del convento da quello a terra «pregiudizievole a materiali sì fatti» (Angelo Battaglini, 1794). La lapide reca: Principe Pandulpho. Malatestae sanguine cretus, dum Galaotus erat spes patriaeque pater. Divi eloqui interpres, Baiote Ioannes, summa tua cura sita hoc biblioteca loco. 1490. («Sotto il principato di Pandolfo. Mentre Galeotto, nato dal sangue di Malatesta, era speranza e padre della Patria. Per tua somma cura, Giovanni Baioti teologo, la biblioteca è stata posta in questo luogo. 1490»).
Pandolfo IV, 1475-1534, è figlio di Roberto Novello (1442-1482), a sua volta figlio di Sigismondo (1417-68). Galeotto è figlio di Almerico Malatesta, ed è tutore e governatore di Rimini. Giovanni Baiotti da Lugo, frate francescano, è teologo e guardiano del convento di San Francesco.
Nel 1560 la biblioteca era costituita da due file di plutei di venti elementi ciascuna. "Circa" centocinquanta opere erano nella prima fila, "circa" centoventitré nella seconda. Questi dati risultano da un inventario del 1560 (p. 346) conservato a Perugia e pubblicato nel 1901 da Giuseppe Mazzatinti. Nel Sito riminese di Raffaele Adimari, che esce a Brescia nel 1616, si legge (I, p. 72) che presso il convento francescano dei Conventuali esisteva una «sontuosa, et buona libreria».

### Vicende della dispersione
Nel secolo XVII, aggiunge Bianchi, «della preziosa libreria, che i Malatesti, per conservarla ad utile pubblico, avevano dato in custodia ai frati di San Francesco», restano soltanto 400 volumi per la maggior parte manoscritti. Questo «rimasuglio» va perduto secondo monsignor Giacomo Villani (1605-1690), perché quelle carte preziose finiscono in mano ai salumai (deinde in manus salsamentariorum mea aetate pervenisse satis constat).
Federico Sartoni (1730-86), come riferisce lo storico Luigi Tonini (1807-1874) nel suo Rimini dopo il Mille (Rimini 1975, p. 94), sostiene invece che i frati vendettero la libreria alla famiglia romana dei Cesi, alla quale appartengono i fratelli Angelo (vescovo di Rimini dal 1627 al 1646) e Federico, fondatore dell'Accademia dei Lincei nel 1603 (cfr. lo Zibaldone di Sartoni ricopiato da L. Tonini nel ms. 1136, cc. 49-50, conservato nella Biblioteca Civica Gambalunga di Rimini).
Il settecentesco padre Francesco Antonio Righini (ms 372, "Miscellanea Scriptorum...", c. 284r, Biblioteca Gambalunga di Rimini) scrive: dai libri conventuali di San Francesco risulta che la biblioteca era stata trasferita a Roma sic jubente Pontefice. Righini precisa l'anno, 1511, citando un testo di Paride Grassi relativo al soggiorno riminese presso i francescani del papa stesso, Giulio II. Il testo di Grassi, cerimoniere pontificio, è stato pubblicato nel 1886 (Le due spedizioni militari di Giulio II), in «Documenti e Studi» della Deputazione di Storia Patria per le province di Romagna, I. Padre Righini forse allude ad un trasferimento parziale, dato che nel 1560 la biblioteca era ancora costituita da due file di plutei di venti elementi ciascuna (vedi l'inventario citato sopra), con "circa" 273 opere.

### L'edificio nel XVIII sec.
Il convento di San Francesco è ristrutturato ampiamente, come documenta il ms. AB 51, relativo alle spese fatte «per la Fabrica del Convento (1762-1764)», conservato in Archivio di Stato di Rimini, Fondo Congregazioni soppresse.

### L'edificio nel XX sec.
Nel convento di San Francesco nel 1923 è trasferita dalla biblioteca Gambalunga la galleria archeologica (che s'affiancava a materiale già collocato nel 1908). Nel 1924 tocca alla pinacoteca. Nel 1938 è aperto il nuovo museo archeologico ampliato nel 1938 con quello medievale. L'ingresso era nel chiostro a sinistra del Tempio. Alla pinacoteca si accedeva per un ampio salone settecentesco preceduto da un elegante atrio ad arcate. Il complesso fu distrutto quasi completamente durante i bombardamenti della seconda guerra mondiale. L'area su cui insisteva è oggi occupata dagli edifici della nuova curia e del mercato centrale coperto, che hanno parzialmente inglobato i ruderi del convento.